# Abelmoschus angulosus
Abelmoschus angulosus, trajnica iz porodice Malvaceae. Izvorni areal ove vrste je od Pakistana do Zapadne Malezije. To je grm i raste prvenstveno u sezonski suhom tropskom biomu.

## Opće informacije
Abelmoschus angulosus je čvrsta, uspravna, zeljasta višegodišnja biljka ili grm koji obično naraste oko 100 - 200 cm u visinu, povremeno doseže 400 cm. Abelmoschus angulosus rasprostranjen je u cijeloj svojoj matičnoj regiji. Njegov opseg pojavljivanja uvelike premašuje vrijednosti za ugroženu kategoriju i pretpostavlja se da bi se to odrazilo na njegovo područje obitavanja. Iako je trenutačni trend populacije nepoznat, s obzirom na njegovu široku rasprostranjenost i pojavu u različitim staništima na različitim nadmorskim visinama, sumnja se da je populacija velika. Biljka je klasificirana kao 'najmanje zabrinjavajuća' na IUCN-ovom Crvenom popisu ugroženih vrsta (2019.)

## Raspon
Istočna Azija - Pakistan, Indija, Šri Lanka, Kambodža, Laos, Vijetnam, Indonezija.

## Stanište
Mlada sekundarna vegetacija i rubovi šuma, uglavnom u planinama, na nadmorskoj visini od 750 do 2000 metara. Često se nalazi uz potoke na srednjim do višim visinama u Šri Lanki.

## Korištenje u agrošumarstvu
Biljka se uzgaja kao živica, posebno na Javi.

## Ostale namjene
Abelmoschus angulosus tercijarni je genetski srodnik i potencijalni donor gena bamije, Abelmoschus esculentus. Potvrđena je potencijalna otpornost na virus žutog mozaika i pepelnicu.

## Sinonimi
- Hibiscus angulosus (Wall. ex Wight & Arn.) Steud. ex Mast. in J.D.Hooker, Fl. Brit. India 1: 341 (1874)
- Abelmoschus angulosus var. grandiflorus Thwaites in Enum. Pl. Zeyl.: 26 (1858)
- Abelmoschus angulosus var. mahendragiriensis R.C.Misra in Genet. Resources Crop Evol. 65: 997 (2017)
- Abelmoschus angulosus var. purpureus Thwaites in Enum. Pl. Zeyl.: 26 (1858)
- Hibiscus angulosus var. grandiflorus (Thwaites) Mast. in J.D.Hooker, Fl. Brit. India 1: 341 (1875)
- Hibiscus angulosus var. purpureus (Thwaites) Mast. in J.D.Hooker, Fl. Brit. India 1: 341 (1875)
- Hibiscus molochinus Alston in H.Trimen, Handb. Fl. Ceylon 6(Suppl.): 29 (1931)
- Hibiscus primulinus Alston in H.Trimen, Handb. Fl. Ceylon 6(Suppl.): 29 (1931)
- Hibiscus setinervis Dunn in Bull. Misc. Inform. Kew 1914: 324 (1914)
- Hymenocalyx variabilis Zenker in Pl. Ind.: 9 (1835)